# Gowan Company
Gowan Company ist ein amerikanischer Pflanzenschutzmittelvertrieb und -hersteller. Das Unternehmen wurde 1962 von Jon Jessen gegründet. Er begann Pflanzenschutzmittel im Südwesten der USA und im Tal von Mexicali zu verkaufen. Von 1978 bis 1991 verkaufte Gowan ausschließlich Generika.
1994 wurde ein eigener Formulierungsbetrieb gegründet. Ab 1995 wurden auch japanische Wirkstoffe verkauft. 2004 übergab Jessen die Führung an seine Tochter.
Zum Jahresende 2015 hat Gowan von Dow Chemical den Geschäftsbereich Dinitroanilin-Herbizide (Trifluralin, Benfluralin und Ethalfluralin) übernommen.